# 红海鰆鲹
红海鰆鲹（学名：Chorinemus tolooparah）为鲹科鰆鲹属的鱼类。分布于红海、印度洋非洲东岸至太平洋中部海域、台湾岛以及中国南海等海域，属于暖水性中上层海洋鱼类。